# BellandVision
Die BellandVision GmbH ist ein Dienstleistungsunternehmen für die Systembeteiligung von Verpackungen am dualen System und bundesweite Standortentsorgung mit Sitz in Pegnitz.

## Geschichte
Die BellandVision GmbH wurde 1999 als Dienstleistungsunternehmen für Verpackungsrücknahme und -entsorgung gegründet. Ihren Sitz hat sie in Pegnitz bei Bayreuth. Bis 2007 war BellandVision zu Deutschlands größter Selbstentsorgergemeinschaft nach der damals gültigen Verpackungsverordnung angewachsen. 2008 wurde sie vom Entsorger Sita übernommen und damit Teil des SUEZ-Konzerns. Davor gehörte BellandVision einer Gruppe von Gesellschaftern, unter ihnen Phil Collins, Hubertus Bahlsen, Frank Binder, Carl Christian von Weizsäcker sowie dem Geschäftsführenden Gesellschafter Roland Belz. Seit 2008 ist BellandVision als duales System bundesweit aktiv. Einige der ersten großen Kunden waren EDEKA, Rossmann und Müller. In den Jahren 2017 und 2018 hatte BellandVision einen prozentualen Marktanteil von rund 15 bis 20 % und war damit das zweitgrößte duale System in Deutschland. Seit Beginn des Jahres 2020 ist BellandVision das größte duale System in Deutschland.
Große Teile des französischen Wasser- und Abfallkonzerns SUEZ wurden 2022 von Veolia übernommen. Auch BellandVision war Teil dieser Fusion und gehört seitdem zur Veolia-Gruppe, einem Anbieter im Bereich Umweltdienstleistungen.

## Dienstleistungen
BellandVision betreibt ein duales System zur Lizenzierung von Verpackungen, organisiert Standortentsorgungen für Unternehmen mit einer größeren Anzahl an Filialen und bietet Services im Bereich Design for Recycling an.

### Duales System
Die BellandVision GmbH betreibt ihr duales System zur Lizenzierung von Verkaufsverpackungen deutschlandweit seit 2008. Auf der Basis des Verpackungsgesetzes können Verpackungen, die üblicherweise zum Endverbraucher gelangen, bei BellandVision beteiligt werden. BellandVision ist dann für die ordnungsgemäße Erfassung, Sortierung und Verwertung der beteiligten Verpackungen verantwortlich und muss dabei gesetzlich vorgeschriebene Recyclingquoten erfüllen.

### Bundesweite Standortentsorgung
Für Unternehmen mit mehreren Standorten übernimmt die BellandVision GmbH die zentrale Organisation und bundesweite Abwicklung der Erfassung und Verwertung von sämtlichen Abfallarten.

### Design for Recycling
Die BellandVision GmbH berät zusammen mit den Experten von circpack zur Recyclingfähigkeit von Verpackungen. Außerdem bietet sie ein onlinebasiertes Tool für eine schnelle Selbsteinschätzung der Recyclingfähigkeit von Verpackungen.